# 小池和博
小池 和博（こいけ かずひろ、1953年9月22日- ）は、元競輪選手。現役時代は日本競輪選手会埼玉支部に所属。日本競輪学校（当時。以下、競輪学校）第30期生。同期には高橋健二らがいる。

## 経歴
埼玉県立浦和高等学校出身。高校時代の1970年、松阪競輪場で開催された、全国高等学校総合体育大会自転車競技大会のスクラッチレース（現 スプリント）で優勝経験がある。
競輪学校には30期生として入学。競輪選手としてのデビュー戦は1972年10月7日、ホームバンクの大宮競輪場で迎え2着。
1976年の高松宮杯決勝戦において、優勝した荒木実に続き2着。翌1977年、一宮競輪場で開催された第30回日本選手権競輪決勝は、中野浩一が初めて特別競輪（GI）の決勝へと駒を進めた一戦だったが、果敢に逃げる前年の日本選手権覇者である、同県の新井正昭の番手につけ、ゴール前、新井を捕らえて優勝を果たした。しかしその後、GIの出場は1988年頃までは常時果たしたものの、決勝進出は一度も果たせなかった。2002年7月31日に引退。通算318勝。
現役引退後は、自営を主業としながら、大宮競輪場、西武園競輪場が開催される日には、解説員という肩書きの下、場内実況のレース解説を行っている。
2018年12月21日より、テレビ埼玉の公営競技レースダイジェスト番組「BACHプラザ」に解説者として出演。

## 主な獲得タイトルと記録
- 1977年 - 日本選手権競輪（一宮競輪場）